# Minneota
Minneota è una città degli Stati Uniti d'America, situata in Minnesota, nella contea di Lyon.